# جان کاچویان
جان کاچویان ( انگلیسی: John Kachoyan؛ زادهٔ سپتامبر ۱۹۸۲) کارگردان نمایش، نویسنده، تهیه‌کننده، dramaturge ارمنی‌تبار اهل استرالیا است. او برای برنامه‌های مختلفی همچون "The Trouble with Harry" و "The Government Inspector" به عنوان کارگردان و "The Sea Project" به عنوان نویسنده و کارگردان دریافت جوایز مختلفی کرده است.

## زندگی‌نامه
وی در سپتامبر ۱۹۸۲ در اوتلی به دنیا آمد و از کالج نیوینگنون، دانشگاه سیدنی، موسسه ملی هنر دراماتیک، مدرسه مرکزی گفتار و نمایش و مدرسه رادیو سینما و تلویزین استرالیا فارغ‌التحصیل گشت. .